# (9778) Isabelallende
(9778) Isabelallende (1994 PA19) – planetoida z pasa głównego asteroid okrążająca Słońce w ciągu 3,78 lat w średniej odległości 2,43 j.a. Odkryta 12 sierpnia 1994 roku.